# Concerto pour orchestre de Bartók
Pour les articles homonymes, voir Concerto pour orchestre.

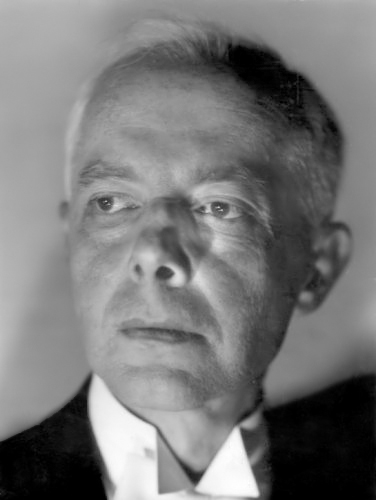
Bela Bartok

Le Concerto pour orchestre Sz.116/BB 123 de Béla Bartók est une œuvre composée en 1943.

## Histoire

### Composition
En 1940, Béla Bartók, fuyant le nazisme arrive aux États-Unis. Il n’y est pas heureux, n’appréciant pas le pays, se trouvant face à de sérieuses difficultés financières et, surtout, supportant mal l’éloignement de son pays. Dès fin 1942, une leucémie est diagnostiquée ; il doit alors renoncer à ses concerts.
Alors qu’il refuse l’aide financière de ses amis, la Société des auteurs américains le prend en charge et, grâce au chef d’orchestre Serge Koussevitzky, lui commande une nouvelle œuvre pour 1 000 dollars par une lettre de commande datée du 4 mai 1943 : le Concerto pour orchestre, auquel il travaille d’août au 8 octobre 1943. La première a lieu au Carnegie Hall de New York, le 1er décembre 1944 par l’Orchestre symphonique de Boston. Il écrit : « … l’exécution était excellente ». Koussevitzky est très enthousiaste au sujet de l’œuvre, et indique que c’est « la meilleure pièce orchestrale des vingt-cinq dernières années ».
Néanmoins, Bartók révise l'œuvre en février 1945, la principale innovation consistant en une coda légèrement plus développée dans le Finale. 
L'œuvre est publiée chez Boosey & Hawkes à New York en 1945.

## Analyse
Le terme de concerto implique depuis le XVIIIe siècle un instrument soliste avec l’orchestre l’accompagnant. Mais on peut porter au crédit de Béla Bartók d’avoir inventé un modèle avec ce Concerto pour orchestre. Ici, chaque pupitre est traité de façon concertante faisant montre de sa virtuosité : dans le fugato du premier mouvement (cuivres), le thème principal du dernier mouvement (cordes) ou le deuxième mouvement dans lequel les paires d’instruments s’échangent consécutivement les passages brillants (tout d’abord, après une introduction de caisse claire, deux bassons goguenards  à la sixte, puis deux hautbois caqueteurs à la tierce, deux clarinettes volubiles à la septième, deux flûtes claires et transparentes à la quinte, et enfin deux trompettes bouchées, qui nasillent à la seconde).
Béla Bartók nota à propos du Concerto pour orchestre: « L’atmosphère générale de l’ouvrage – mis à part le deuxième mouvement – présente une graduelle progression allant de l’austérité du premier mouvement et du lugubre chant de mort du troisième vers l’affirmation de la vitalité du dernier… »
Quant à Ernest Ansermet, il a dit du Finale qu’« il court à la coda, une coda vertigineuse : comme un grand coup de vent, des vagues de cordes aux couleurs phosphorescentes semblent emporter des bribes de la fugue jusqu’à ce que le thème de celle-ci éclate dans toute sa grandeur aux cuivres »
Le chef d'orchestre Antal Doráti qui a été l'élève de Bartók en composition à Budapest, rapporte une conversation qu'il eut avec lui, lors d'une visite à New York, à propos du quatrième mouvement. 

« Bartók m’a demandé : « – Savez-vous ce qu’est l’interruption de l’intermezzo interrotto ? »
– Bien sûr que je le sais, professeur, cela vient de La Veuve joyeuse.
– Qu’est-ce que cela ?
Un moment déconcerté, j'ai établi ensuite, qu'après tout, il ne connaissait pas Lehár, et n'avait jamais entendu parler de La Veuve Joyeuse. Dans la mesure où sa musique lui était inconnue, elle n'a eu aucune incidence sur sa pensée et il n'avait pas compris ce à quoi je faisais allusion. De toute évidence, ce n'était pas cette citation dont il s'agissait. Qu'était-ce donc ? 
Après m'avoir fait promettre de n'en rien dire à personne tant qu'il était en vie... Il me confia qu'il avait caricaturé un morceau de la Septième Symphonie « Leningrad » de Chostakovitch, qui a bénéficié d'une grande popularité en Amérique, et, de l'avis de Bartók, plus que ce qu'elle ne méritait. « – Alors, je donnais libre cours à ma colère », dit-il. »

### Orchestration
| Instrumentation du Concerto pour orchestre |
| Cordes |
| premiers violons, seconds violons, altos, violoncelles, contrebasses, 2 harpes |
| Bois |
| 3 flûtes la troisième jouant du piccolo, 3 hautbois le troisième jouant du cor anglais, 3 clarinettes en si bémol et la, la troisième jouant de la clarinette basse, 3 bassons le troisième jouant du contrebasson |
| Cuivres |
| 4 cors en fa, 3 trompettes en ut, 3 trombones, 1 tuba |
| Percussions |
| timbales, percussion |

### Mouvements
1. Introduzione. Andante non troppo à 
 ;
2. Giuoco delle coppie [Jeu de couples]. Allegretto scherzando à 
 ;
3. Elegia. Andante non troppo à 
 ;
4. Intermezzo interrotto. Allegretto à 
 ;
5. Finale. Pesante, presto à 
.

### Durée d’exécution
La durée d’exécution du Concerto pour orchestre est d’environ 38 minutes en moyenne. Mais des chefs d'orchestre – pour la même partition – mettent 35 minutes 30 (Solti-1981 à Chicago) et d'autres presque 48 (Sergiu Celibidache à Munich).

### Note du compositeur
« Cette œuvre orchestrale traite les instruments isolés ou les groupes d’instruments de manière « concertante » ou soliste. Ce trait en explique le titre de Concerto for Orchestra (Concerto pour orchestre). La manière « virtuose » apparaît, par exemple, dans les sections fugato du développement du premier mouvement (cuivres) ou dans les passages en style de « perpetuum mobile » du thème principal du dernier mouvement (cordes) et, surtout, dans le deuxième mouvement qui fait intervenir successivement les instruments par deux dans des passages de bravoure.

Quant à la structure de l’œuvre, les premier et cinquième mouvements respectent une forme sonate plus ou moins régulière. Le développement du premier mouvement comporte des sections fugato des cuivres et l’exposition du cinquième mouvement est quelque peu étendue, son développement consistant en une fugue construite sur le dernier thème de l’exposition. On rencontre des structures moins traditionnelles dans les deuxième et troisième mouvements. L’essentiel du deuxième mouvement est constitué d’un enchaînement de cinq sections brèves et indépendantes, correspondant aux cinq paires d’instruments solistes introduites alternativement (2 bassons, 2 hautbois, 2 clarinettes, 2 flûtes et 2 trompettes avec sourdine). Ces sections n’ont aucune thématique commune et on peut les désigner par les lettres a, b, c, d, e. Elles sont suivies d’une sorte de trio — choral court pour les cuivres et la caisse claire — à la suite duquel les cinq sections sont reprises dans une instrumentation plus élaborée. La structure du [troisième] mouvement est, de même, celle d’une chaîne : trois thèmes y apparaissent l’un après l’autre. Ils constituent le cœur du mouvement, encadré par un enchevêtrement diffus de motifs rudimentaires. L’essentiel du matériau thématique de ce mouvement est tiré de l’« Introduction » du premier mouvement. La forme du quatrième mouvement — Intermezzo interrotto — est parfaitement rendue par le schéma suivant : « A B A - interruption - B A ».

Le climat général de l’œuvre évoque — à l’exception de la badinerie du deuxième mouvement — le passage progressif de l’austérité du premier mouvement et du chant funèbre du troisième mouvement à l’affirmation de la vie du dernier mouvement. »
— Bartók, New York, 1944

## Discographie
La première version est celle de Serge Koussevitzky en 1944 (enregistrement d’un concert radiophonique à Boston, fait moins d’un mois après la création de l’œuvre). En 2007, il existe plus d’une soixantaine d’enregistrements du Concerto.
Les références (seuls y sont cités les enregistrements primés) :
- Fritz Reiner et l’Orchestre symphonique de Chicago (22 octobre 1955, RCA Victor)
- Leonard Bernstein et l’Orchestre philharmonique de New York (30 novembre 1959, Columbia Masterworks)
- Ferenc Fricsay et l’Orchestre symphonique de la radio de Berlin (avril 1957, DG)
- Georg Solti et l’Orchestre symphonique de Londres (février 1965, Decca)
- Antal Doráti et l’Orchestre symphonique de Londres (3 juillet 1962, Mercury)
- Iván Fischer et l’Orchestre du festival de Budapest (juin 1997, Philips Classics)
- Pierre Boulez et l’Orchestre philharmonique de New York (1972, Columbia Masterworks)

Autres enregistrements notables :
- Karel Ančerl et l’Orchestre philharmonique tchèque (25–27/29 mars 1963, Supraphon)
- György Lehel et l’Orchestre philharmonique tchèque (12 décembre 1979, Praga)
- Herbert von Karajan et l’Orchestre philharmonique de Berlin (septembre 1965, DG)
- Sergiu Celibidache et l’Orchestre philharmonique de Munich (1995, EMI Classics)
- Pierre Boulez et le Chicago Symphony Orchestra (décembre 1992, DG)
- Charles Dutoit et l'Orchestre symphonique de Montréal (octobre 1987, Decca)